# Darevskia valentini
Darevskia valentini este o specie de șopârle din genul Darevskia, familia Lacertidae, ordinul Squamata, descrisă de Oskar Boettger în anul 1892. A fost clasificată de IUCN ca specie cu risc scăzut.

## Subspecii
Această specie cuprinde următoarele subspecii:
- D. v. lantzicyreni
- D. v. spitzenbergerae
- D. v. valentini